# Britská závodní zelená

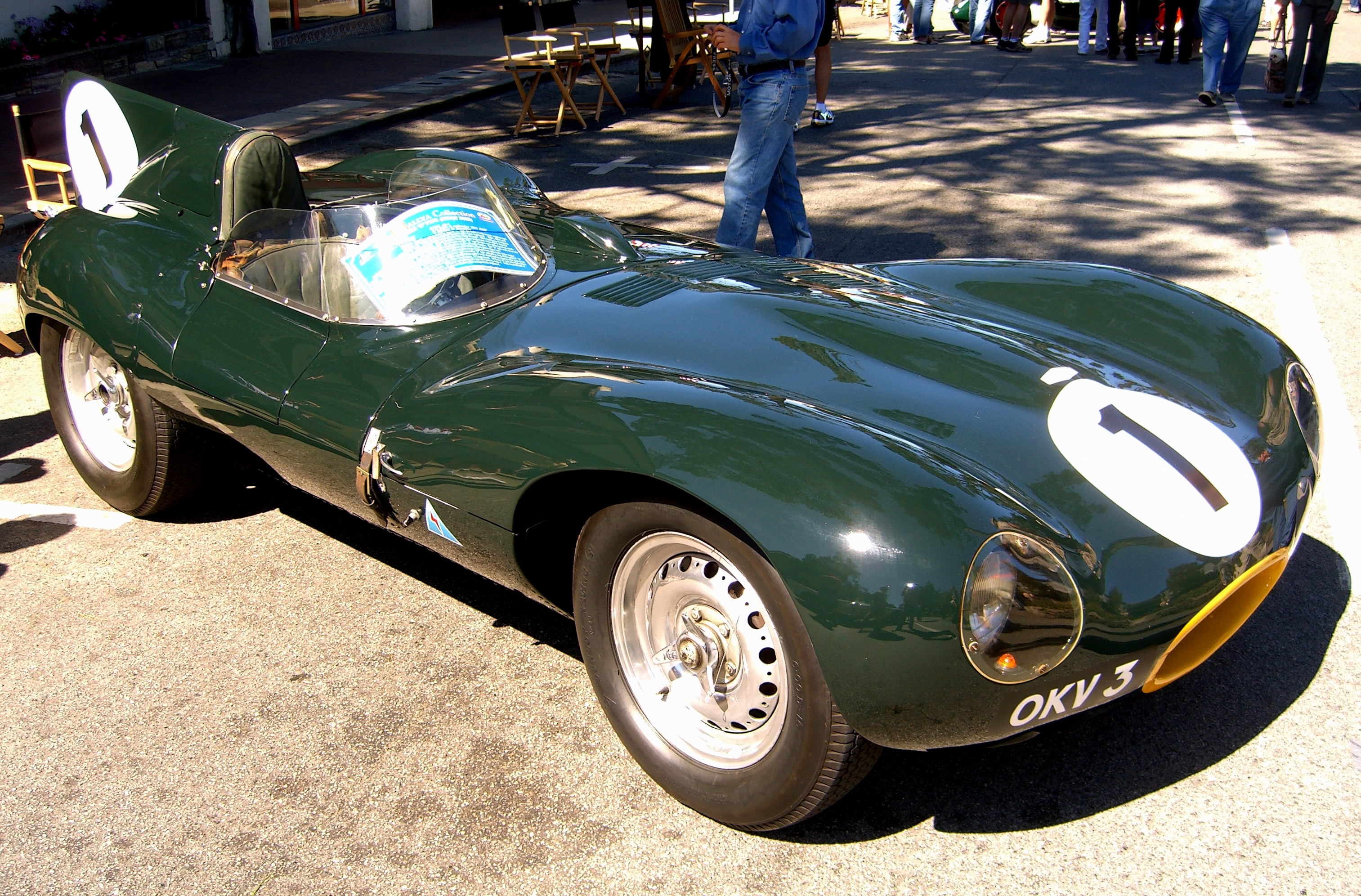
Tmavozelený Jaguar D-Type

Britská závodní zelená (anglicky British racing green) je obvykle tmavý či olivový odstín zelené barvy, který je spojen se závodními vozy britského původu. 
Zelená se k označení automobilů ze Spojeného království začala používat na začátku 20. století, kdy bylo zvykem při automobilových závodech, které se konaly ve Francii z města do města, rozlišovat účastníky jednotlivých zemí stejnou barvou. První britský automobil značky Napier se účastnil závodu z Paříže do Toulouse a zpět v roce 1900, jeho barva však není známa. Následující květen byl britský Napier pro závod Paříž–Bordeaux červený. V červnu 1901 se účastnily dva britské vozy závodu Paříž–Berlín, jeden z nich zelený. V posledním závodě o pohár Gordona Benetta v roce 1905 byla britským vozům určena zelená. V následujících několika letech barvy nebyly ustáleny, to se definitivně stalo až ve 20. letech 20. století, byť se v roce 1946 Royal Automobile Club pokusil zelenou změnit na modrou.
Ve 21. století tento odstín na svých vozech používaly například stáje Formule 1 Jaguar a Lotus resp. Caterham, závodní vozy značky Bentley a od roku 2021 stáj Aston Martin, která se naposledy účastnila několika závodů F1 v letech 1959–1960, také se zelenými vozy. Mimo svět motorsportu je barva dostupná i ve vzornících některých běžných silničních vozů.